# クロヒカゲ
クロヒカゲ（黒日陰、Lethe diana）は、チョウ目（鱗翅目）タテハチョウ科ジャノメチョウ亜科に分類されるチョウのひとつ。

## 概要
暗い林内をすばやく飛んでいる茶色い“蛾”、と思われるものは本種であることが多い。篠地のある暗い林などで生活し樹液を吸って生活している。あまり翅を開くことは好まないものの、ひなたぼっこをする時などは翅を半分開く姿なども見られる。
翅表はこげ茶色一色であるが、裏は茶色の濃淡に蛇の目紋を配置したものでシックなデザイン。後翅中央に毛が生えているものは雄である。
なお、学名の「diana」は「月の神（ディアナ）」という意味をもつ。

## 生活史
山地性・森林性が強く、薄暗い林内などを住みかとし、そこから出ることはあまりない。ヒカゲチョウと競合する場合は本種の方がより暗いところに、コジャノメと競合する場合は本種の方がより高所にと棲み分ける。幼虫はイネ科植物のササ類を糧にする。越冬態は2～4齢幼虫。

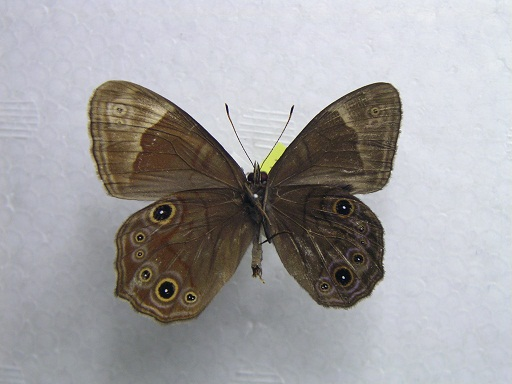
クロヒカゲ 雌雄モザイク個体

## 分布
日本の北海道から九州、対馬など一部離島。国外ではサハリン・台湾・中国・朝鮮半島。後述するミクラクロヒカゲは御蔵島のみ。

## ミクラクロヒカゲ
東京都御蔵島に分布するクロヒカゲは御蔵島亜種L. d. mikuraensisとされているが、学者によってはミクラクロヒカゲとして分離独立させる場合がある。
外見的特徴としては、本土産より前翅先端が鋭角的で後翅輪郭の波打ちが著しい。また眼状紋は小さく金環はぼやける。地色はより濃い。発生時期や生態、幼虫の食草は本土産とほぼ同じ。
ミクラクロヒカゲは環境省レッドリスト1991年版に希少種として記載されているが、2000年版以降記載がない。

## 近縁種
- ヒカゲチョウ（Lethe sicelis）
- クロヒカゲモドキ（Lethe marginalis）
- シロオビヒカゲ（Lethe europa pavida）